# Торгівля солдатами

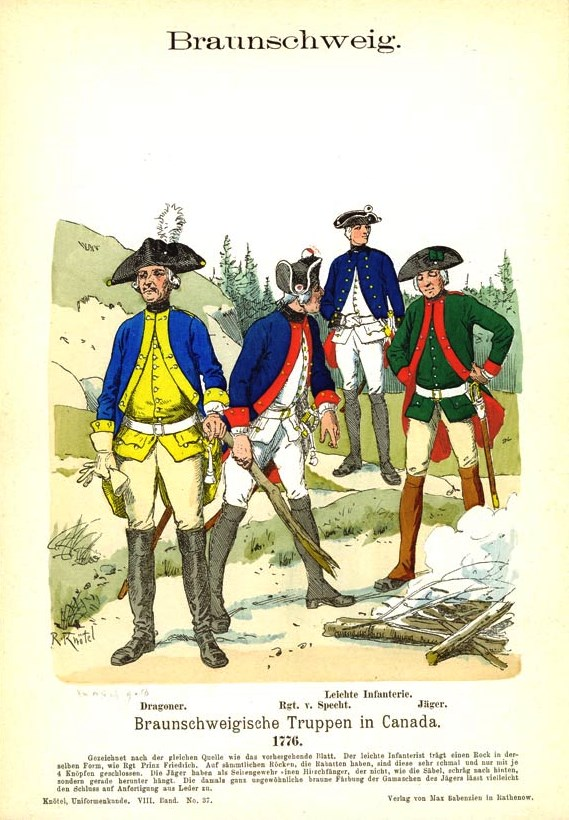
Брауншвейгські солдати на британській службі в британсько-американській війні.

Торгівля солдатами (нім. Soldatenhandel) — надання військових контингентів державами або організаціям за грошову чи політичну винагороду. Різновид торгівлі людьми, найманства, бартеру. Один із найдавніших методів дипломатії і торгівлі починаючи від стародавніх часів. Особливого поширення набула в Європі в модерну добу. Важлива стаття бюджету у малих і малорозвинених країн.

## Приклади
- 1682 року курляндський герцог Фрідріх-Казимир Кеттлер уклав із датським королем Крістіаном V угоду про постачання 1,2 тисяч курляндських вояків до Данії в обмін на гроші. Таким чином герцог намагався подолати фінансову кризу, спричинену своїми непомірними витратами на розкіш[1].